# Kanton Le Cateau-Cambrésis
Kanton Le Cateau-Cambrésis (francouzsky Canton du Cateau-Cambrésis) je francouzský kanton v departementu Nord v regionu Nord-Pas-de-Calais. Tvoří ho 18 obcí.

## Obce kantonu
- Bazuel
- Beaumont-en-Cambrésis
- Le Cateau-Cambrésis
- Catillon-sur-Sambre
- La Groise
- Honnechy
- Inchy
- Maurois
- Mazinghien
- Montay
- Neuvilly
- Ors
- Pommereuil
- Rejet-de-Beaulieu
- Reumont
- Saint-Benin
- Saint-Souplet
- Troisvilles